# Hans Heinrich Kaminsky
Hans Heinrich Kaminsky (* 9. Mai 1938 in Leverkusen; † 1. Juni 2018) war ein deutscher Historiker.

Hans Kaminsky war der Sohn des Ingenieurs Fritz Kaminsky und dessen Ehefrau Anna Marie Kaminsky, geborene Schäfer, und verbrachte die Schul- und Studienzeit im Rheinland. Im Jahr 1958 legte er am Gymnasium Leverkusen das Abitur ab. Er absolvierte von 1958 bis 1964 ein Studium der Geschichte, Historischen Hilfswissenschaften, Mittellateinischen Philologie und Germanistik an der Universität zu Köln. Zu seinen akademischen Lehrern gehörten Theodor Schieffer, Heinrich Büttner und Karl Langosch. Von 1966 bis 1972 war er an der Universität Gießen als wissenschaftlicher Assistent von Carlrichard Brühl tätig. Bei Theodor Schieffer wurde er 1968 mit einer von Büttner angeregten Arbeit über die Reichsabtei Corvey in der Salierzeit promoviert. Er lehrte von 1972 bis zu seiner Pensionierung 2003 als Professor für Mittelalterliche Geschichte und Historische Hilfswissenschaften an der Universität Gießen. Er lebte in Lahn, sammelte Münzen des Mittelalters und war von 1981 bis 1985 ehrenamtlicher Stadtrat Gießens. Die Förderung und Anwendung der Hilfswissenschaften war ihm ein wichtiges Anliegen. Er begründete das Bibliographische Zentrum der Mittelalterforschung. Von 1985 bis 2003 war er 1. Vorsitzender der Gießener Numismatischen Gesellschaft. Er wurde 2005 wissenschaftliches Mitglied der Historischen Kommission für Hessen.
Er widmete sich vor allem der hessischen Landesgeschichte und veröffentlichte dazu zahlreiche Arbeiten zu einzelnen Städten, Dörfern und Adelsfamilien. Er versuchte zu zeigen, dass das Tafelgüterverzeichnis höchstwahrscheinlich eine Bestandsaufnahme unter Lothar III. aus den Jahren vor seinem ersten Italienzug 1132/33 darstellt. Für das Lexikon des Mittelalters verfasste er zahlreiche Artikel zur frühmittelalterlichen Geschichte Italiens. Dem Hessischen Landesamt für geschichtliche Landeskunde in Marburg hinterließ Kaminsky sein auf 14.000 Karteikarten handschriftlich angelegtes Mittellateinisches Glossar, das mit Hilfe von strukturierten Digitalisaten nachgenutzt werden kann. Weitere Nachlassteile befinden sich im Stadtarchiv und im Universitätsarchiv Gießen.

## Schriften (Auswahl)
Ein Schriftenverzeichnis zur hessischen Landesgeschichte findet sich in: Ulrich Ritzerfeld: Landesgeschichte im Spiegel lateinischer Schriftquellen. Forschungen von Hans Heinrich Kaminsky. In: Hessisches Jahrbuch für Landesgeschichte 58 (2008), S. 207–210, hier: S. 208–210.
- Studien zur Reichsabtei Corvey in der Salierzeit (= Veröffentlichungen der Historischen Kommission für Westfalen. Bd. 10,4 = Abhandlungen zur Corveyer Geschichtsschreibung. Bd. 4). Böhlau, Köln u. a. 1972, ISBN 3-412-85073-X.
- mit Otfrid Ehrismann: Literatur und Geschichte im Mittelalter. Versuch, in deutschsprachige Texte der Stauferzeit einzuführen. Athenäum-Verlag, Kronstein 1976, ISBN 3-7610-2122-4.
- Edelherrn und Edelfrauen an der mittleren Lahn. Ausgewählte Aufsätze und Vorträge. Hrsg. von Ludwig Brake und Günther Schäfer. M.-G.-Schmitz-Verlag, Nordstrand 2019, ISBN 978-3-944854-62-5.